# Carl Weathers
Carl Weathers (New Orleans (Louisiana), 14 januari 1948 – Los Angeles, 2 februari 2024) was een Amerikaans acteur, regisseur en Americanfootballspeler.

## Biografie
Weathers speelde van 1970 tot 1974 professioneel American football voor achtereenvolgend de Oakland Raiders, BC Lions en Detroit Lions, alvorens zich volledig op zijn filmcarrière te richten.
Hij begon zijn filmcarrière met gastrollen in televisieseries als Good Times, Kung Fu, McCloud en Starsky and Hutch. Hij verwierf bekendheid met zijn rol van Apollo Creed in Rocky (1976), een rol die hij eveneens vertolkte in de vervolgfilms Rocky II (1979), III (1982) en IV (1985). Eind jaren zeventig maakte hij ook zijn opwachting in films als Close Encounters of the Third Kind (1977), Semi-Tough (1977) en Force 10 from Navarone (1978).
Verder had hij rollen in onder meer de films Predator (1987, naast Arnold Schwarzenegger) en Action Jackson (1988), en speelde hij in bekende televisieseries. Zo had hij een terugkerende rol in Tour of Duty (in 1989–1990), een hoofdrol in Street Justice als Adam Beaudreaux (1991–1993), en een terugkerende rol in In the Heat of the Night (in 1993–1995). Naast acteren hield Weathers zich sinds begin jaren negentig bezig met het regisseren van films en televisieseries, zoals enkele afleveringen van de Star Wars televisieserie The Mandalorian waarin hij tevens de rol van Greef Karga speelde.
Weathers overleed op 2 februari 2024 op 76-jarige leeftijd aan de gevolgen van atheromatose. Later dat jaar kreeg hij een postume ster op de Hollywood Walk of Fame.

## Filmografie
- Good Times (televisieserie) – Calvin (afl. "The Nude", 1975)
- Kung Fu (televisieserie) – Bad Sam (afl. "The Brothers Caine", 1975)
- Bucktown (1975) – Hambone
- S.W.A.T. (televisieserie) – Ed (afl. "Criss-Cross", 1975)
- The Six Million Dollar Man (televisieserie) – Stolar (afl. "One of Our Running Backs Is Missing", 1975)
- Cannon (televisieserie) – Dan Holloway (afl. "The Hero", 1975)
- Switch (televisieserie) – Lt. Gifford (afl. "Death by Resurrection", 1975)
- Bronk (televisieserie) – Clyde (afl. "There's Gonna Be a War", 1975)
- Friday Foster (1976) – Yarbro
- The Four Deuces (1976) – taxichauffeur
- McCloud (televisieserie) – politieman Delaney (afl. "The Day New York Turned Blue", 1976)
- Rocky (1976) – Apollo Creed
- Starsky and Hutch (televisieserie) – Al Martin (afl. "Nightmare", 1976)
- Barnaby Jones (televisieserie) – Jack Hopper (afl. "The Bounty Hunter", 1976)
- Serpico (televisieserie) – Snake (afl. "Danger Zone", 1976)
- Delvecchio (televisieserie) – Sgt. Bell (afl. "Bad Shoot", 1977)
- Tales of the Unexpected (televisieserie) – Dalby (afl. "A Hand for Sonny Blue", 1977)
- The Hostage Heart (televisiefilm, 1977) – Bateman Hooks
- Close Encounters of the Third Kind (1977) – militaire politie
- Semi-Tough (1977) – Dreamer Tatum
- The Bermuda Depths (televisiefilm, 1978) – Eric
- Force 10 from Navarone (1978) – Sgt. Weaver
- Rocky II (1979) – Apollo Creed
- Death Hunt (1981) – Sundog / George Washington Lincoln Brown
- Rocky III (1982) – Apollo Creed
- Braker (televisiefilm, 1985) – Luitenant Harry Braker
- Rocky IV (1985) – Apollo Creed
- The Defiant Ones (televisiefilm, 1986) – Cullen Monroe
- Fortune Dane (televisieserie, 1986) – Fortune Dane
- Predator (1987) – Dillon
- Saturday Night Live (televisieserie) – presentator (afl. "Carl Weathers/Robbie Robertson", 1988)
- Action Jackson (1988) – Sgt. Jericho 'Action' Jackson
- Dangerous Passion (televisiefilm, 1990) – Kyle Western
- Tour of Duty (televisieserie) – Kolonel Carl Brewster (9 afl., 1989–1990)
- Hurricane Smith (1992) – Billy 'Hurricane' Smith
- Street Justice (televisieserie, 1991–1993) – Adam Beaudreaux
- In the Heat of the Night (televisieserie) – Hoofdcommissaris Hampton Forbes (28 afl., 1993–1995)
- OP Center (televisiefilm, 1995) – Gen. Mike Rodgers
- Happy Gilmore (1996) – Chubbs Peterson
- Assault on Devil's Island (televisiefilm, 1997) – Roy Brown
- Elevator Seeking (1999) – William
- Shadow Warriors II: Hunt for the Death Merchant (televisiefilm, 1999) – Roy Brown
- Little Nicky (2000) – Chubbs Peterson
- Eight Crazy Nights (2002) – GNC Guy (stem)
- The Shield (televisieserie) – Joe (2 afl., 2003/2007)
- Balto III: Wings of Change (dvd, 2004) – Kirby (stem)
- Mercenaries: Playground of Destruction (computerspel, 2005) – Kolonel Samuel Garrett (stem)
- Alien Siege (televisiefilm, 2005) – Generaal Skyler
- The Sasquatch Gang (2006) – Dr. Artimus Snodgrass
- The Comebacks (2007) – Freddie Wiseman
- Phoo Action (televisiefilm, 2008) – Hoofdcommissaris Benjamin Benson
- ER (televisieserie) – Louie Taylor (afl. "Oh, Brother", 2008)
- Brothers (televisieserie, 2009) – 'Coach' Trainor
- Psych (televisieserie) – Floyd Boone (afl. "Viagra Falls", 2010)
- Regular Show (televisieserie) – Basketball King (stem, 2 afl., 2011/2013)
- American Warships (2012) – General McKraken
- Toy Story of Terror! (2013) - Combat Carl en Combat Carl Jr. (stem)
- Toy Story 4 (2019) - Combat Carl (stem)
- The Mandalorian (televisieserie) – Greef Carga (2019–)